# Entelognathus
Entelognathus é um placoderme primitivo, da época Ludlow, do período Siluriano, descoberto em Qujing, Yunnan, na China, tendo cerca de 419 milhões de anos.
Uma equipa liderada por Min Zhu, do Instituto de Paleontologia e Paleoantropologia da Academia de Ciências de Pequim, descobriu o fóssil articulado e intacto, em formações rochosas do lago artificial de Xiaoxiang.

## Espécimen e Taxonomia
O holotipo é um peixe praticamente intacto e não esmagado, com a cabeça articulada e carapaça do tronco preservada tridimensionalmente. O holotipo tem cerca de 11 centímetros, e pensa-se que o animal vivo teria mais de 20 centímetros de comprimento. Apesar de a forma geral do animal se assemelhar aos primitivos Arthrodira, a anatomia mandibular de E. primordialis sugere as anatomias de peixes ósseos e tetrápodes. Um diagrama cladístico elaborado pelos investigadores sugere que E. primordialis forma policotomia com os Arthrodira, os Ptyctodontida e os Gnatostomados mais avançados.

## Etimologia
O nome genérico significa "mandíbula completa", referindo-se à presença de um conjunto dermal completo de ossos mandibulares marginais. O nome específico significa primordial.